# Cristóbal Torres
Cristóbal Alonso Torres Núñez (ur. 5 października 1991) – chilijski zapaśnik walczący w stylu klasycznym. Zajął 29. miejsce na mistrzostwach świata w 2022 roku. 
Trzeci na igrzyskach panamerykańskich w 2015 i piąty w 2023. Złoty medalista mistrzostw Ameryki Południowej w 2015 i 2019, srebrny w 2011 i 2017, a trzeci w brązowy w 2013 i 2016. Zajął piąte miejsce na mistrzostwach panamerykańskich w 2013, 2015, 2020, 2022, 2004; mistrzostwach Ameryki Południowej w 2012 i 2014. Trzeci na igrzyskach Ameryki Południowej w 2022 i piąty 2014. Ósmy na igrzyskach boliwaryjskich w 2022. Szesnasty w indywidualnym Pucharze Świata w 2020 roku.